# Deutsche Fußball-Amateurmeisterschaft 1958
Deutscher Fußball-Amateurmeister 1958 wurde der Hombrucher FV 09. Im Finale in Dortmund siegte er am 14. Juni 1958 mit 3:1 gegen den ASV Bergedorf 85.

## Teilnehmende Mannschaften
Es nahmen die Amateurmeister der fünf Regionalverbände teil:
| Mannschaft       | Regionalverband      |
| ---------------- | -------------------- |
| Rapide Wedding   | Berlin               |
| ASV Bergedorf 85 | Nord                 |
| VfB Theley       | Rheinland-Pfalz-Saar |
| VfB Friedberg    | Süd                  |
| Hombrucher FV 09 | West                 |

## Ausscheidungsspiel
|                | Ergebnis |               |
| -------------- | -------- | ------------- |
| Rapide Wedding | 1:0      | VfB Friedberg |

## Halbfinale
|                  | Ergebnis |                  |
| ---------------- | -------- | ---------------- |
| ASV Bergedorf 85 | 6:2      | VfB Theley       |
| Rapide Wedding   | 0:2      | Hombrucher FV 09 |

## Finale
| Hombrucher FV 09                                       | Hombrucher FV 09 | ASV Bergedorf 85 | ASV Bergedorf 85 |
| ------------------------------------------------------ | --- | --- | ---------------- |
| Hombrucher FV 09                                       | \| Sonntag, 14. Juni 1958 in Dortmund (Stadion Rote Erde) \| \| Ergebnis: 3:1 (3:1) \| \| Zuschauer: 20.000 \| \| Schiedsrichter: Werner Treichel (Berlin) \|                                                                 | \| Sonntag, 14. Juni 1958 in Dortmund (Stadion Rote Erde) \| \| Ergebnis: 3:1 (3:1) \| \| Zuschauer: 20.000 \| \| Schiedsrichter: Werner Treichel (Berlin) \|                                            | ASV Bergedorf 85 |
| Hombrucher FV 09                                       | Hermann Burgsmüller – Horst Legré, Helmut Ullrich, Werner Czidzik, Ferdinand Meinsen, Willi Schulte-Braucks, Friedhelm Thiele, Horst Jördens, Willi Schürmann, Hermann Schmidt, Kurt Prothmann, Cheftrainer: Helmut Piechotka | Manfred Lüneburg – Karl-Heinz Heitmann, Günter Emsen, Peter Schmidt, Werner Noormann, Ewald Künn, Karl-Heinz Pörschke, Wolfgang Herder, Hermann Hansen, Ulrich Weber, Gerd Voß Cheftrainer: Heinz Werner | ASV Bergedorf 85 |
| Hombrucher FV 09                                       | 1:0 Prothmann (3.) 2:0 Prothmann (32.) 3:0 Jördes (33.) | 3:1 Hansen (40.) | ASV Bergedorf 85 |
| Sonntag, 14. Juni 1958 in Dortmund (Stadion Rote Erde) | | |                  |
| Ergebnis: 3:1 (3:1)                                    | | |                  |
| Zuschauer: 20.000                                      | | |                  |
| Schiedsrichter: Werner Treichel (Berlin)               | | |                  |